# C/2015 F3 SWAN
C/2015 F3 (SWAN) è una cometa non periodica.

## Storia della scoperta
Fu scoperta inizialmente da tre astrofili, l'australiano Michael Mattiazzo, lo statunitense Robert D. Matson e l'ucraino Vladimir Bezugly nelle immagini riprese dallo strumento SWAN della sonda SOHO a partire dal 5 marzo 2015. A causa della bassissima risoluzione angolare delle immagini non è stato possibile calcolare effemeridi provvisorie fino al momento in cui fu individuata da terra il 24 marzo 2015.

## Orbita
La sua orbita è diretta, dotata di un'elevata inclinazione orbitale che l'ha portata nel mese di aprile 2015 nelle vicinanze del polo Nord celeste: se la cometa fosse transitata al suo perielio un centinaio di giorni prima la cometa e la Terra sarebbero transitate a circa 13 milioni di km di distanza, ossia la minima distanza teorica (MOID) tra le orbite dei due corpi celesti, con la cometa in opposizione con le conseguenti massima luminosità della cometa, visibilità durante tutta la notte e, massima velocità apparente.

## Famiglia di appartenenza
Gli elementi orbitali di questa cometa sono alquanto simili a quelli delle comete C/1988 A1 Liller, C/1996 Q1 Tabur, C/2019 Y1 ATLAS e C/2023 V5 Leonard: questa somiglianza ha fatto ipotizzare che abbiano tutte un'origine comune, la frammentazione, forse avvenuta oltre 3.000 anni fa, di una preesistente cometa e che altre comete con orbite similari possano essere scoperte nei prossimi anni.
| Cometa                         | C/1988 A1 Liller          | C/1996 Q1 Tabur               | C/2015 F3 SWAN             | C/2019 Y1 ATLAS            | C/2023 V5 Leonard           |
| Epoca degli elementi orbitali  | 20 marzo 1988 (2447240,5) | 17 settembre 1996 (2450343,5) | 15 aprile 2015 (2457127,5) | 13 aprile 2020 (2458921,5) | 7 novembre 2023 (2460255,5) |
| Nodo ascendente                | 31,515°                   | 31,402°                       | 31,640°                    | 31,366°                    | 31,501°                     |
| Argomento del perielio         | 57,388°                   | 57,405°                       | 57,566°                    | 57,498°                    | 56,817°                     |
| Distanza perielica in UA       | 0,841                     | 0,840                         | 0,834                      | 0,838                      | 0,847                       |
| Inclinazione                   | 73,322°                   | 73,359°                       | 73,387°                    | 73,348°                    | 73,674°                     |
| Eccentricità                   | 0,996565                  | 0,998942                      | 0,99640                    | 0,99651                    | 1,01385                     |
| Semiasse maggiore in UA        | 244,930                   | 794,119                       | 231,780                    | 240,0                      | -                           |
| Periodo di rivoluzione in anni | ≈ 3.830                   | 22.378,79                     | 3.528,76                   | ≈ 3.719                    | -                           |

Tutti gli elementi orbitali sono stati arrotondati all'ultima cifra decimale   .